# Gilpinia pallida
Gilpinia pallida és una espècie d'himenòpter símfit de la família dels dipriònids (Diprionidae). És present al nord, centre i est d'Europa, però també s'ha trobat a la península Ibèrica, a Terol, l'any 1996.

## Història natural
Les larves d'aquest insecte ocasionalment poden provocar defoliacions importants en les coníferes de les què s'alimenten, que són el pi roig i la pinassa. Generalment és univoltí (una generació anual), però en els indrets més meridionals, pot arribar a presentar dues generacions anuals (bivoltí).
Els adults emergeixen entre març i juliol, depenent de la temperatura i la diapausa que hagin passat. Un cop s'han aparellat i les femelles han estat fecundades, aquestes ponen els ous en diverses acícules de la conífera seleccionada. Els ous, de color verd fosc, són incrustats a les fulles, pel que són difícils de veure. Un cop neixen les larves, aquestes s'alimenten, gregàriament, de les fulles al voltant de la posta. En un estadi larvari més avançat, a més de fulles, també mosseguen l'escorça de les branques petites. Gilpinia pallida presenta forma de larva des d'abril fins a finals d'octubre, moment en què comença l'estadi de pupa.
Les explosions demogràfiques d'aquesta espècie no són freqüents, però quan es donen, ho fan amb una gran densitat, i s'associen sovint a altres dipriònids, especialment Diprion pini.

## Paràsits
Els seus ous són parasitats pels eulòfids Closterocerus ruforum o Dipriocampe diprioni, les pupes per Agrothereutes adustus i les larves per Adelognathus marginellus o Blondelia inclusa, entre d'altres. Tots aquests paràsits i parasitoides actuen com a controladors poblacionals d'aquesta plaga.